# Roger Carolin
Roger Charles Carolin, född den 15 oktober 1929 i London, död 3 februari 2025 i Jaspers Brush Australien, var en australiensisk botaniker, främst taxonom.

## Biografi
Roger Carolin blev adjunkt (lecturer) i botanik och intendent (curator) för John Ray Herbarium vid University of Sydney 1955. Han blev senare lektor (associate professor) där och gick i pension 1989 från University of Sydney.
Roger Carolins taxonomiska forskning berörde främst Campanulales, särskilt Goodeniaceae och Brunoniaceae. Han reviderade taxonomin inom näveväxter och studerade cytologi and hybridisering i nejliksläktet. Hans samlingar finns vid University of Sydney.
Roger Carolin var medförfattare till flera editioner av Flora of the Sydney Region (1972–1993). Han var vidare medlem av redaktionskommittén för Flora of Central of Australia och Flora of Australia; i det senare verket skrev han volym 35, Brunoniaceae, Goodeniaceae (1992).
Auktorsnamnet Carolin kan användas för Roger Carolin i samband med ett vetenskapligt namn inom botaniken; se Wikipediaartiklar som länkar till auktorsnamnet.